# Dourou (peuple)
Pour les articles homonymes, voir Dourou (homonymie).
Les Dourou sont une population d'Afrique centrale établie sur les collines du nord du Cameroun, entre Garoua et Ngaoundéré.

## Ethnonymie
Selon les sources et le contexte, on rencontre plusieurs variantes : Dìì, Dourous, Dourrou, Dui, Durru, Duru, Durus, Nyag Dii, Yag Dìì, Zaa.

## Langue
Ils parlent le dourou (ou dii), une langue adamawa-oubanguienne, dont le nombre de locuteurs au Cameroun a été estimé à 47 000 en 1982.

## Population
Leur nombre total a été évalué à 50 000 personnes dans les années 1970. Ils sont musulmans, chrétiens ou pratiquent les religions traditionnelles.